# Romney (Nyugat-Virginia)
Romney város az USA Nyugat-Virginia államában, Hampshire megyében, melynek megyeszékhelye is. Lakosainak száma 1724 fő (2020. április 1.).

## Népesség
A település népességének változása:
| Lakosok száma | 456  | 1848 | 1724 |
|               | 1850 | 2010 | 2020 |